# Dopamine (Normani)
Dopamine è l'album in studio di debutto della cantante statunitense Normani, pubblicato il 14 giugno 2024 dall'etichetta discografica RCA Records.

## Tracce
1. Big Boy (feat. Starrah) – 2:53 (testo: Normani Hamilton, Brittany Hazzard – musica: Tommy Brown)
2. Still – 2:32 (testo: Normani Hamilton, Darius Coleman, Lydia Asrat – musica: Tommy Brown, Courtlin Jabrae, Michael Jones, Paul Slayton, Stavye Thomas, Salih Williams)
3. All Yours – 3:28 (testo: Normani Hamilton, Nija Charles, Abby Keen – musica: Tommy Brown, Andre Robertson)
4. Lights On – 3:45 (testo: Normani Hamilton, Victoria Monét – musica: Tommy Brown, Bernard Harvey, Parker Mulherin, Marshall Mulherin, Peter Losnegaard)
5. Take My Time – 3:18 (testo: Normani Hamilton – musica: Tommy Brown, Bernard Harvey, Anton Göransson, Taylor Hil)
6. Insomnia – 3:49 (testo: Normani Hamilton, Lydia Asrat, Victoria Monét – musica: Tommy Brown, Mikkel Storleer Eriksen, Tor Erik Hermansen, Brandy Norwood, Tommy Parker)
7. Candy Paint – 2:50 (testo: Normani Hamilton, Brittany Hazzard – musica: Jacob Gago, Keynon Moore, LaQuan Hazzard, Tyler Rohn)
8. Grip – 2:10 (testo: Normani Hamilton, Brittany Hazzard – musica: Tommy Brown)
9. 1:59 (feat. Gunna) – 3:12 (testo: Normani Hamilton, Brittany Hazzard, Darius Coleman, Sergio Kitchens – musica: Tommy Brown, Aaron Revelle, Byron Ford, Courtlin Jabrae, Coleman, Keynon Moore, LaQuan Hazzard, Marqueze Parker)
10. Distance – 3:01 (testo: Normani Hamilton, Amber Streeter – musica: Andre Robertson, David Hughes, Scott Carter, Vanessa Wood, Donnie Meadows, Avery Earls, Jerome Monroe Jr.)
11. Tantrums (feat. James Blake) – 3:10 (testo: Normani Hamilton, Brittany Hazzard, Darius Coleman – musica: Tommy Brown, James Blake, Steven Franks)
12. Little Secrets – 3:50 (testo: Normani Hamilton, Brittany Hazzard – musica: Anton Göransson, Henry Walter, Tommy Brown, Aaron Revelle, Tyler Rohn, Taylor Ross, June Nawakii, Chandler Grant, Dominique Jones, Sergio Kitchens)
13. Wild Side (feat. Cardi B) – 3:30 (testo: Normani Hamilton, Belcalis Almanzar, Jorden Thorpe, Brittany Hazzard – musica: Dave Cappa, Jonah Christian, June Nawakii, Keynon Moore, Taylor Ross, Tyler Rohn)

## Classifiche
| Classifica (2024) | Posizione massima |
| ----------------- | ----------------- |
| Stati Uniti       | 91                |